# Oskar Minkowski
Oskar Minkowski (in tedesco: /mɪŋˈkɔːfski, -ˈkɒf-/; Aleksotas, 13 gennaio 1858 – Libero Stato di Meclemburgo-Strelitz, 18 luglio 1931) è stato un medico lituano, docente all'Università di Breslavia e noto per la sua ricerca sul diabete scoprendo l'importanza del pancreas per il metabolismo dei carboidrati e scoprendo nel 1887 l'ingrossamento patologico della ghiandola pituitaria come causa dell'acromegalia.
Era il fratello del matematico Hermann Minkowski e padre dell'astrofisico Rudolph Minkowski.

## Biografia
Minkowski nacque a Aleksotas, all'epoca nella Russia zarista, ed  era il figlio maggiore di una famiglia di mercanti ebrei. Suo padre era il commerciante di grano Levin Boruch Minkowski (1825-1884), che sovvenzionò la costruzione della sinagoga corale a Kovno, sua madre era Rachel Taubmann. Nel 1872 la famiglia emigrò a Königsberg, in Prussia, a causa delle misure antiebraiche adottate nella Russia zarista.
Minkowski frequentò il liceo di Kaunas, poi il liceo della Città Vecchia di Königsberg, quindi studiò medicina umana a Friburgo e all'Albertina di Königsberg. Nel semestre invernale 1875/76 entrò a far parte della confraternita Germania Königsberg,,  alla quale appartenne fino alla sua morte. Nel 1881 conseguì il dottorato in medicina a Königsberg., der er bis zu seinem Tode angehörte. 1881 wurde er in Königsberg zum Doktor der Medizin promoviert.

## La ricerca

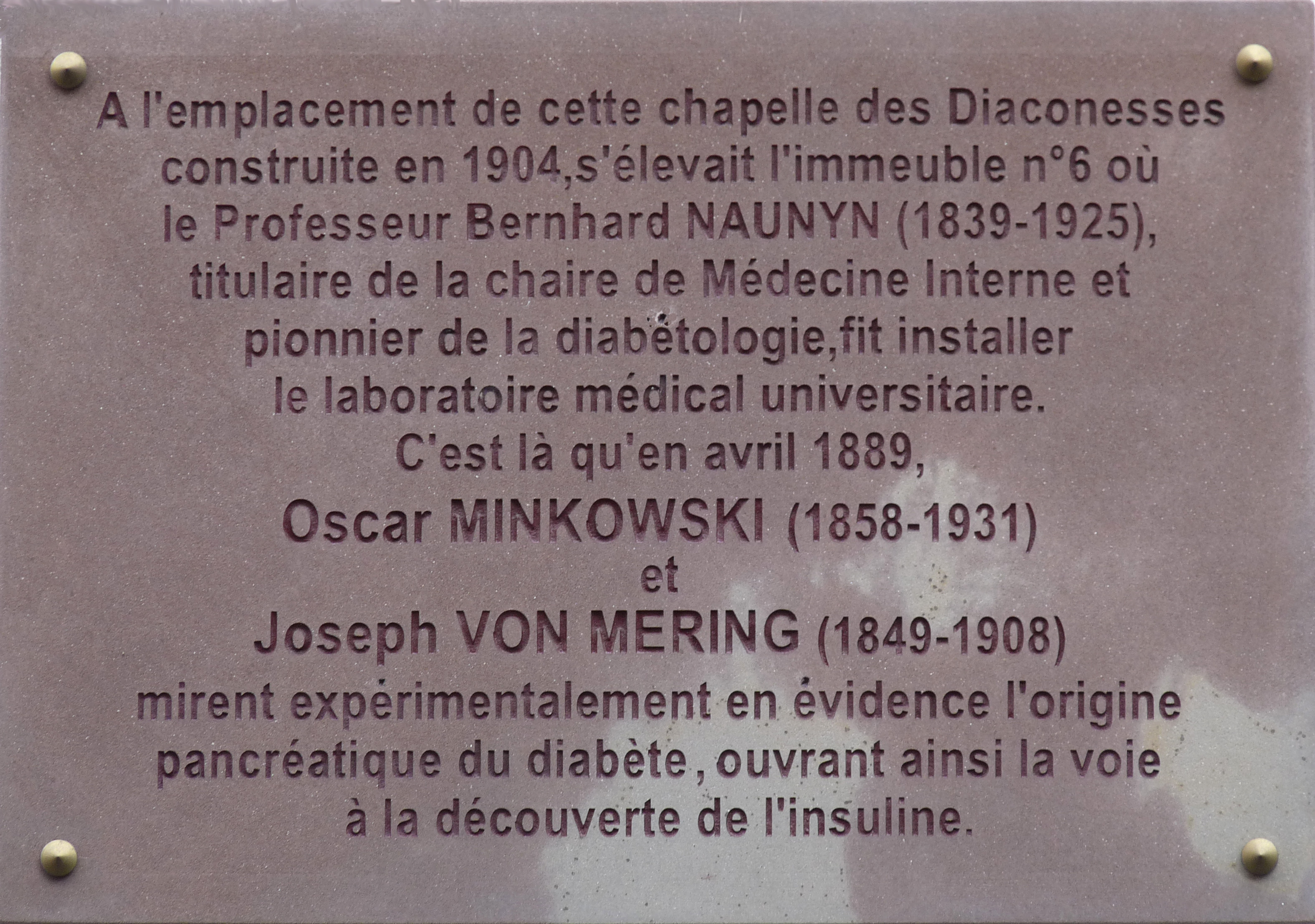
Targa commemorativa per Oskar Minkowski e Josef von Mering a Strasburgo

Già nel 1884, come assistente di Bernhard Naunyn, scoprì una concentrazione notevolmente aumentata di acido β-ossibutirrico nei diabetici gravemente malati. Nel 1887 collegò l'acromegalia all'ingrossamento patologico della ghiandola pituitaria. Nel 1888 seguì il suo mentore Naunyn all'Università di Strasburgo, dove lavorò fino al 1904. Lì, nel 1889, insieme a Josef von Mering, scoprì in esperimenti su animali che la rimozione del pancreas era seguita dallo sviluppo del diabete (mellito). Ulteriori esperimenti nel 1889 portarono alla consapevolezza che il pancreas deve produrre una sostanza precedentemente sconosciuta che regola il metabolismo dei carboidrati. In tal modo confermò le opinioni precedentemente sostenute dal medico francese Étienne Lancereaux sull'importanza del pancreas nel diabete.

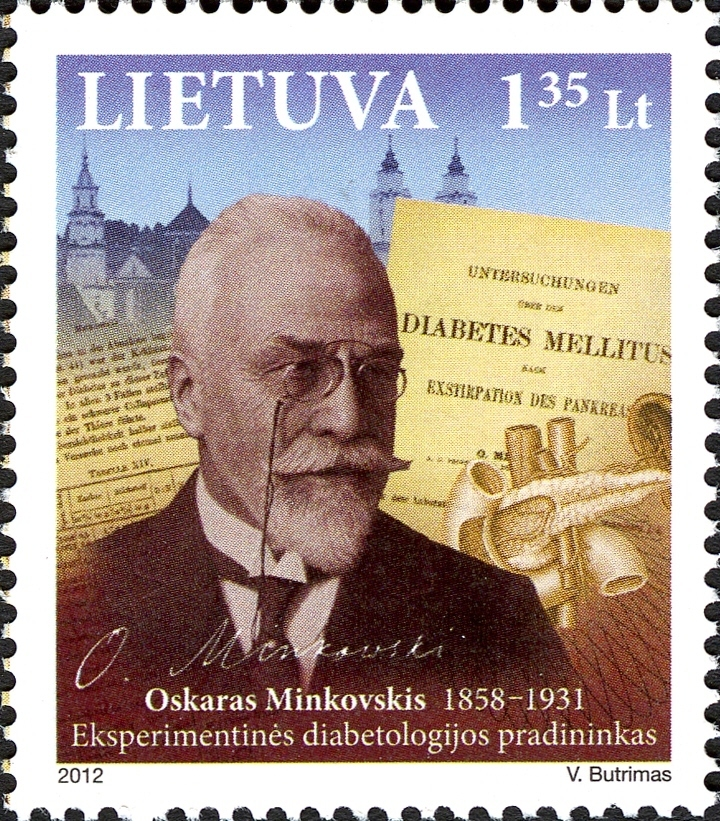
Francobollo lituano con l'effige di Oskar Minkowski, emesso nel 2012

Nel 1900 Oskar Minkowski si recò al neonato ospedale Augusta di Colonia. Nel 1905 si trasferì all'Università di Greifswald. Lì assunse la sua prima cattedra di medicina interna come successore di Friedrich Moritz. Qui si occupò principalmente dell'esame del fegato e (come nel 1885) della funzionalità epatica, della gotta e ancora del diabete. Nel 1909 si trasferì all'Università di Breslavia, dove divenne uno dei principali internisti tedeschi. Durante la prima guerra mondiale lavorò come consulente internista e come esperto di gas velenosi. Fu temporaneamente presidente della Società tedesca di medicina interna (DGIM).
Uno dei suoi studenti a Breslavia dal 1920 fu il medico Alfred Lublin, che si trasferì a Gerhardt Katsch presso l'Università di Greifswald nel 1929 ed emigrò in Bolivia nel 1939. Un altro studente fu Rudolf Stern, amico intimo e medico di Fritz Haber. Nel 1923 Minkowski fondò il primo comitato tedesco per l'insulina. In questo modo furono testati i primi preparati prodotti in Germania, come “L’insulina Hoechst ”, che venne immessa sul mercato alla fine del 1923.

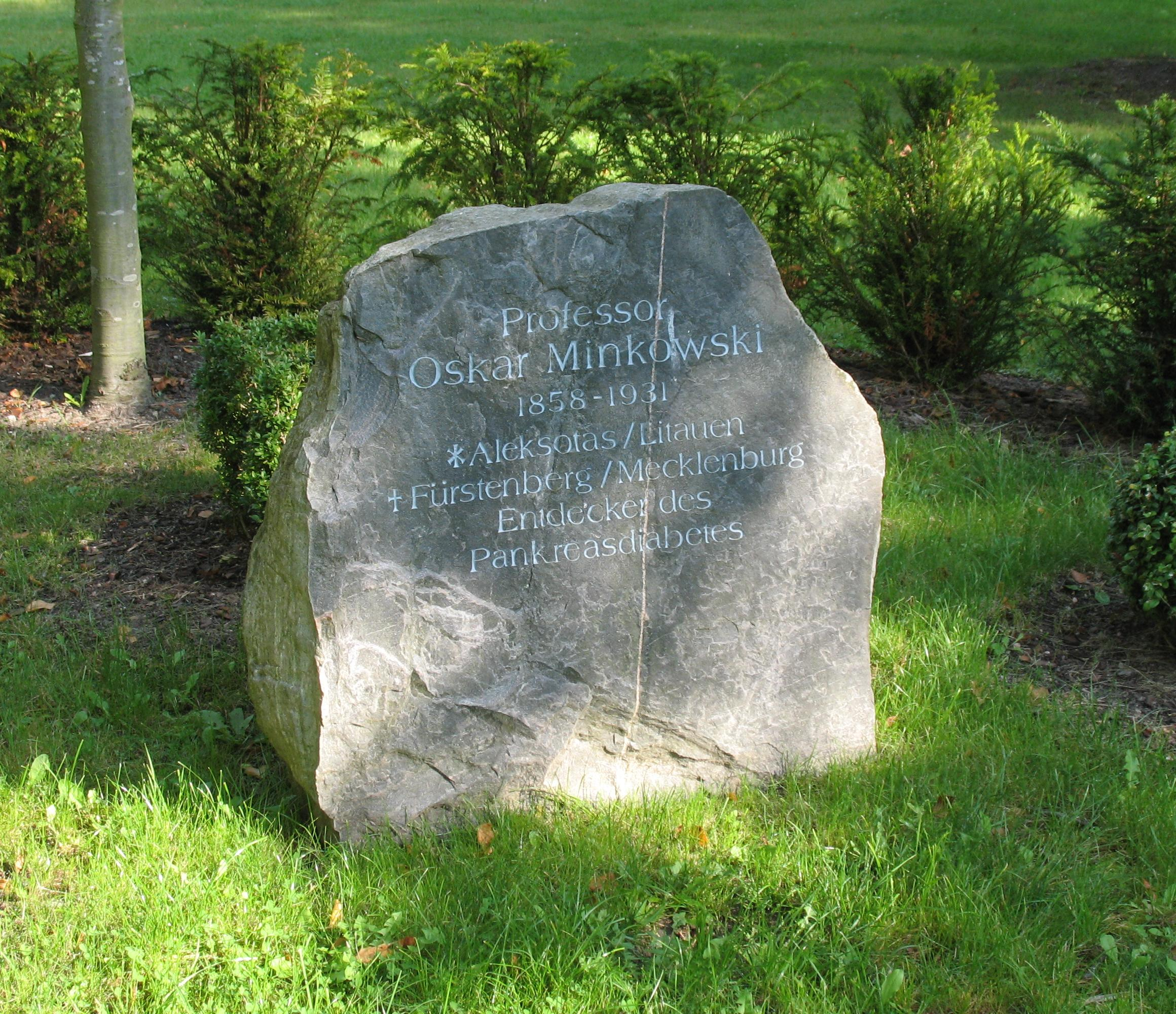
Lapide commemorativa a Fürstenberg

Nel 1926 si ritirò a Wiesbaden. Tuttavia, cercò un collegamento immediato con la vita scientifica e progettò di trasferirsi a Berlino. Quando il trasloco ebbe inizio, le sue forze gli vennero meno. Durante un soggiorno termale morì di polmonite nel 1931 all'età di 73 anni nel sanatorio del castello di Fürstenberg.

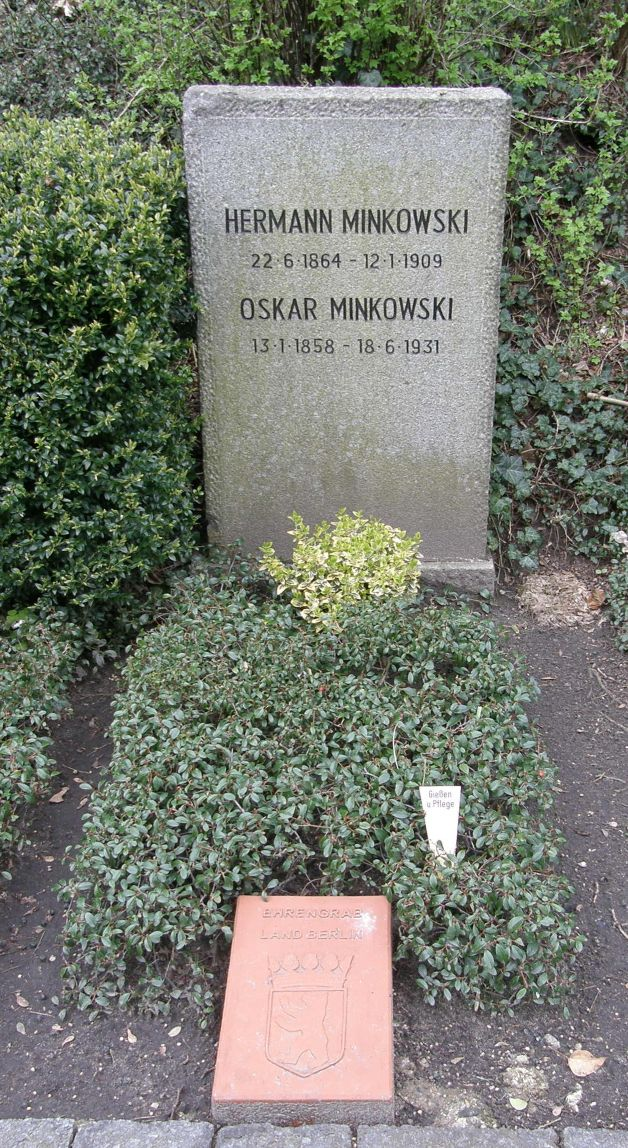
Tomba di Oskar e Hermann Minkowski nel cimitero di Heerstraße a Berlino-Westend, qui ancora con una lapide onoraria (2008)

Oskar Minkowski fu cremato. Su richiesta della famiglia, nel 1932 la sua urna e quella di suo fratello Hermann Minkowski, sepolto inizialmente a Gottinga nel 1909, furono seppellite in una fossa comune nel cimitero interconfessionale Heerstrasse nel quartiere berlinese di Charlottenburg nell'odierno distretto di Westend. Con decisione del Senato di Berlino, l'ultima dimora dei fratelli Minkowski fu consacrata come tomba onoraria dello Stato di Berlino nel 1994 per il consueto periodo di vent'anni. Il mancato rinnovo della dedica nel 2014 ha messo in dubbio la continua conservazione della sua tomba.
Dopo l'ascesa al potere dei nazionalsocialisti la famiglia di Oskar Minkowski emigrò in Argentina e negli Stati Uniti.

## Vita privata
Nel 1894 sposò Marie Johanna Siegel a Strasburgo. Ebbero un figlio e una figlia.